# Vomitory
Vomitory este o formație suedeză de death metal înființată în 1989 de chitaristul Urban Gustafsson și basistul Ronnie Olson. Aceasta a înregistrat un total de opt albume pe parcursul activității sale, toate lansate prin intermediul casei de discuri Metal Blade Records. Formația s-a desființat în 2013, însă a revenit pe scena muzicală în 2018.

## Istorie
Formația, alcătuită din Urban Gustafsson, Ronnie Olson și Tobias Gustafsson, a fost fondată în 1989. La scurt timp după înființare, basistul Bengt Sund s-a alăturat formației. Melodia de debut - „Moribund” - a fost lansată prin casa de discuri elvețiană Witchhunt Records.
Thomas Bergqvist l-a înlocuit pe Sund la chitară bas, iar formația și-a lansat cel de-al doilea demo în 1994. Au încheiat un contract cu Fadeless Records din Țările de Jos și au lansat primul album de studio intitulat Raped in Their Own Blood⁠(d).
Vocalistul Jussi Linna și basistul Erik Rundqvist i-au înlocuit pe Olson și Bergqvist înainte de înregistrarea celui de-al doilea album, Redemption⁠(d), primul lansat în Statele Unite prin casa de discuri Pavement. Mai târziu, Vomitory a semnat un contract cu Metal Blade Records și a lansat alte două albume: Revelation Nausea⁠(d) (2001) și Blood Rapture⁠(d) (2002).
Aceștia au mai lansat patru albume - Primal Massacre⁠(d) (2004), Terrorize Brutalize Sodomize⁠(d) (2007), Carnage Euphoria⁠(d) (2009) și Opus Mortis VIII (2011). În februarie 2013, s-a anunțat că Vomitory va fi desființată la finalul anului. Ultimul spectacol al formației a fost susținut pe 27 decembrie 2013. Rundqvist și Tobias Gustafsson au înființat formația Cut Up⁠(d).
La 2 aprilie 2018, Vomitory a revenit pe scena muzicală și a sărbătorit 30 de la fondare în 2019. După încă o pauză de 2 ani din cauza pandemiei de COVID-19, formația a anunțat că vor pleca în turneu începând din iunie 2022.

## Membrii formației
- Urban Gustafsson – chitară (1989–2013, 2017, 2018–prezent)
- Tobias Gustafsson – tobe (1989–2013, 2017, 2018–prezent)
- Erik Rundqvist – chitară bas (1997–2013, 2017, 2018–prezent), voce (1999–2013, 2017, 2018–prezent)
- Peter Östlund – chitară (2005–2013, 2017, 2018–prezent)

### Foști membri
- Bengt Sund – bas (1990–1993)
- Thomas Bergqvist – bas (1993–1996)
- Ronnie Olson – bas (1989–1990), voce (1989–1996)
- Jussi Linna – voce (1996–1999)
- Ulf Dalegren – chitară (1991–2005)

## Discografie

### Albume
- Raped in Their Own Blood (Metal Blade, 1996)
- Redemption (Metal Blade, 1999)
- Revelation Nausea (Metal Blade, 2001)
- Blood Rapture (Metal Blade, 2002)
- Primal Massacre (Metal Blade, 2004)
- Terrorize Brutalize Sodomize (Metal Blade, 2007)
- Carnage Euphoria (Metal Blade, 2009)
- Opus Mortis VIII (Metal Blade, 2011)[15]

### Albume demo
- Vomitory demo (1992)
- Promo (1993)
- Moribund 7" (1993)
- Through Sepulchral Shadows (1994)
- Anniversary Picture Disc (1999)